# Ana Caumo
Ana Lorena Caumo (Santa Rosa, 29 de febrero de 1972) es una ingeniera en electrónica argentina que se dedica al desarrollo de satélites. Trabajando para la empresa INVAP cumplió varios roles, incluyendo la jefatura de proyecto, en la fabricación, prueba y puesta en marcha de los satélites geoestacionarios ARSAT-1, ARSAT-2, ARSAT-3, así como los satélites de observación SAC-D y SAOCOM. En el año 2017 recibió la Mención de Honor al Valor Científico otorgada por el Congreso de la Nación Argentina, la cual es entregada a "personas que se han destacado en la promoción, desarrollo y difusión de la ciencia y la tecnología". También fue homenajeada en el año 2016 por la Legislatura de la Provincia de La Pampa como parte de las actividades por el Día Internacional de la Mujer.

## Trayectoria profesional
Ana Caumo es oriunda de Santa Rosa, La Pampa, en donde realizó sus estudios primarios y secundarios. Luego continuó su formación en la Universidad Nacional de La Plata, egresando con el título de ingeniera en electrónica en el año 2005 e ingresando a trabajar en el INVAP, en la Gerencia Aeroespacial y de Gobierno. También completó programas de formación sobre gestión de proyectos y negocios tecnológicos.